# Holcus azoricus
Holcus azoricus är en gräsart som beskrevs av M.Seq. och Santiago Castroviejo. Holcus azoricus ingår i släktet mjuktåtlar, och familjen gräs. Inga underarter finns listade i Catalogue of Life.